# Jiří Rech
Jiří Rech (* 3. března 1962) je bývalý český hokejový útočník.

## Hokejová kariéra
V československé lize hrál za TJ Zetor Brno. Nastoupil v 182 ligových utkáních, dal 32 ligových gólů a měl 29 asistencí. V nižších soutěžích hrál za TJ Lokomotiva Ingstav Brno, TJ DS Olomouc,Dukla Trenčín, HK Nitra a VTJ Topoľčany.

## Klubové statistiky
| Sezona    | Klub                       | Soutěž  | Základní část | Základní část | Základní část | Základní část | Základní část | Play off | Play off | Play off | Play off | Play off |
| Sezona    | Klub                       | Soutěž  | Z             | G             | A             | B             | TM            | Z        | G        | A        | B        | TM       |
| --------- | -------------------------- | ------- | ------------- | ------------- | ------------- | ------------- | ------------- | -------- | -------- | -------- | -------- | -------- |
| 1978/1979 | TJ Moravia DS Olomouc      | 2. liga | -             | 29            | -             | -             | -             | -        | -        | -        | -        | -        |
| 1979/1980 | TJ Moravia DS Olomouc      | 2. liga | 10            | 1             | -             | -             | 4             | -        | -        | -        | -        | -        |
| 1980/1981 | TJ Moravia DS Olomouc      | 2. liga | 35            | 6             | 5             | 11            | 12            | -        | -        | -        | -        | -        |
| 1981/1982 | TJ Moravia DS Olomouc      | 2. liga | 39            | 11            | 6             | 17            | 6             | -        | -        | -        | -        | -        |
| 1983/1984 | Dukla Trenčín              | 2. liga | 44            | 4             | 10            | 14            | 12            | 3        | 0        | 1        | 1        | -        |
| 1984/1985 | VTJ Topoľčany              | 2. liga | 44            | 18            | 14            | 32            | 10            | -        | -        | -        | -        | -        |
| 1984/1985 | TJ Zetor Brno              | 1. liga | 36            | 3             | 1             | 4             | 2             | -        | -        | -        | -        | -        |
| 1985/1986 | TJ Zetor Brno              | 1. liga | 43            | 7             | 10            | 17            | 22            | -        | -        | -        | -        | -        |
| 1986/1987 | TJ Zetor Brno              | 1. liga | 14            | 0             | 1             | 1             | 2             | -        | -        | -        | -        | -        |
| 1986/1987 | TJ Lokomotiva Ingstav Brno | 2. liga | 1             | 1             | 0             | 1             | 0             | -        | -        | -        | -        | -        |
| 1987/1988 | TJ Zetor Brno              | 1. liga | 45            | 10            | 8             | 18            | 15            | -        | -        | -        | -        | -        |
| 1988/1989 | TJ Zetor Brno              | 2. liga | 37            | 6             | 14            | 20            | 14            | 10       | 6        | 7        | 13       | -        |
| 1989/1990 | TJ Zetor Brno              | 1. liga | 34            | 10            | 10            | 20            | 28            | 10       | 2        | 0        | 2        | 4        |
| 1993/1994 | HK Nitra                   | 1. liga | -             | -             | -             | -             | -             | -        | -        | -        | -        | -        |
| 1993/1994 | HC Královopolská Brno      | 2. liga | 9             | 2             | 4             | 0             | 6             | 1        | 0        | 0        | 0        | 0        |